# Daniel Galuszka
Daniel Altman Galuszka (* 5. ledna 1995 Bohumín) je český politik, od roku 2018 do roku 2022 zastupitel města Bohumín v okrese Karviná, ex-člen Pirátů.

## Život
Absolvoval Gymnázium Františka Živného v Bohumíně. Následně vystudoval žurnalistiku na Univerzitě Palackého v Olomouci.
V minulosti pracoval coby asistent poslanců Lukáše Koláříka, Tomáše Vymazala, či Kláry Kocmanové.
V roce 2016 vydal povídkovou knihu Toulky stínem. Ve stejném roce získal se studentským internetovým portálem Houpací Osel.cz nominaci na cenu Křišťálová Lupa.
Je ženatý.

## Politické působení
Do roku 2025 byl členem Pirátů. V komunálních volbách v roce 2018 byl zvolen zastupitelem města Bohumín, když vedl kandidátku tamních Pirátů. V roce 2022 post lídra kandidátky neobhajoval.
Ve volbách do Poslanecké sněmovny PČR v roce 2021 kandidoval jako člen Pirátů na 3. místě kandidátky koalice Piráti a Starostové v Moravskoslezském kraji, ale stejně jako další zástupci Pirátů byl překroužkován kandidáty STANu.
Je bývalým expertem Pirátů na boj proti dezinformacím a vede online komunikaci strany.